# Hydraena sabella
Hydraena sabella är en skalbaggsart som beskrevs av Perkins 1980. Hydraena sabella ingår i släktet Hydraena och familjen vattenbrynsbaggar. Inga underarter finns listade i Catalogue of Life.